# Поповщина (Роменский район)
Поповщина (укр. Попівщина) — село,
Анастасьевский сельский совет,
Роменский район,
Сумская область,
Украина.
Код КОАТУУ — 5924180604. Население по переписи 2001 года составляло 353 человека .

## Географическое положение
Село Поповщина находится на расстоянии в 3 км от села Анастасьевка, в 1-м км расположены сёла Закубанка и Световщина.
По селу протекает пересыхающий ручей с запрудами.

## Экономика
- ООО «им. Петровского».

## Объекты социальной сферы
- Школа І–ІІ ст.